# ОШ „Жарко Зрењанин” Апатин
ОШ „Жарко Зрењанин” је једна од основних школа на подручју општине Апатин, Западнобачком округу. Смјештена је на адреси Српских владара 25, Апатин. Име је добила по Жарку Зрењанину револуционару, учеснику Народноослободилачке борбе, једном од организатора устанка у Војводини и народном хероју Југославије.

## Историјат
Прва основна школа је основана у другој половини XИX вијека, а налазила се у згради данашње Музичке школе. Садашња школа настала је 1972. године интеграцијом три школе: „Жарко Зрењанин“, „Моше Пијаде“ и „Раде Кончар“. Новоформирана школа добија назив Јединство. Школа је представљала јединствену организацију са специфичним условима рада. Изградњом нове школске зграде 1982. године родила се идеја о промени назива, те је одлуком Наставничког већа, школа променила име у Жарко Зрењанин. Тада је школа имала 2202 ученика распоређених у 85 одељења. Данас школа броји 1100 ученика у 48 одељења. У школи је запослено 123 радника, од тога је 80 наставника.